# Saison 4 de The Listener
Chronologie
Saison 3 Saison 5
Cet article présente les treize épisodes de la quatrième saison de la série télévisée canadienne The Listener.

## Synopsis
Toby Logan, jeune ambulancier, est un télépathe. Il a cette faculté de lire dans les pensées les plus intimes des gens depuis son enfance. Toby voyait au départ cette capacité comme une malédiction. Cependant, il partage ce secret avec son partenaire et meilleur ami Osman « Oz » Bey. Lorsqu'ils sauvent une femme avec l’aide du lieutenant Charlie Marks, Toby va rapidement se rendre compte qu’il peut utiliser son don pour aider et sauver des personnes.
Quand le lieutenant Marks se fait tuer, Toby décide de tout arrêter mais le sergent Michelle McCluskey, du IIB, fait appel à lui pour comprendre comment il obtient des informations que personnes ne pouvaient connaître. Toby décide alors de lui révéler son secret et lui demande de continuer à l'aider pour résoudre des enquêtes.

## Distribution

### Acteurs principaux
- Craig Olejnik (V. F. : Yann Peira) : Toby Logan
- Ennis Esmer (V. F. : Julien Sibre) : Osman « Oz » Bey
- Lauren Lee Smith (V. F. : Laura Préjean) : sergent Michelle McCluskey
- Rainbow Sun Francks (V. F. : François Delaive) : Dev Clark
- Peter Stebbings (V. F. : Vincent Ropion) : Alvin Klein, chef de McCluskey et Dev
- Melanie Scrofano (V. F. : Sylvie Jacob) : Tia Tremblay
- Kristen Holden-Ried (V. F. : Éric Aubrahn) : Adam, le mari de Michelle

### Acteurs récurrents
- Tara Spencer-Nairn (en) (V. F. : Magali Rosenzweig) : l'infirmière Sandy
- Ingrid Kavelaars (V. F. : Pascale Chemin) : le commissaire Nichola Martell

### Invités
- Justin Chatwin (V. F. : Sébastien Desjours) : Rudy Best (épisode 1)
- Jewel Staite (V. F. : Laëtitia Lefebvre) : Lori Black (épisode 1)
- Krystin Pellerin : l'agent de police Kathy Slocum (épisode 1)
- Christopher Jacot (en) (V. F. : Bertrand Liebert) : Dan Goodwin (épisode 1)
- Peter Williams : Edgar (épisode 1)
- Martin Julien (V. F. : Jean-Luc Atlan) : Landlord (épisode 1)
- Gianni Luminati : lui-même (épisode 1)
- Hiro Kanagawa (V. F. : Patrice Dozier) : le superviseur (épisode 1)
- Le groupe musical Walk off the Earth (épisode 1)
- Rick Roberts (V. F. : Patrick Borg) : Grant Bogle (épisode 2)
- Tyler Hynes : Kurt Marker (épisode 2)
- Kristin Fairlie (V. F. : Pauline Moingeon Vallès) : Amy Bogle (épisode 2)
- Stephanie Mills : Missy Johnson (épisode 2)
- Jessica Greco : l'officier Carrie Foster (épisode 2)
- Martin Roach (V. F. : Jean-Luc Atlan) : le conducteur du camion blindé (épisode 2)
- Heather Allin : Mme Foster (épisode 2)
- Torquil Colbo (V. F. : Patrice Dozier) : le SDF (épisode 1)
- Raoul Bhaneja (en) (V. F. : Constantin Pappas) : Patrick Donovan (épisode 3)
- Pascal Langdale (V. F. : Frédéric Popovic) : Brad Barrett (épisode 3)
- Aaron Poole (V. F. : Fabien Jacquelin) : Jay Levinson (épisode 3)
- Joris Jarsky : Jarod Lucic (épisode 3)
- Melissa Hood : Sonja Donovan (épisode 3)
- Anthony Sherwood (en) : Martin Reynolds (épisode 3)
- Loretta Yu : Victoria Chan (épisode 3)
- Tetiana Ostapowych : la concierge charmante (épisode 3)
- Lisa Berry : Lorraine Browning (épisode 4)
- Joanna Douglas : Paula King (épisode 4)
- Marc Bendavid : Charlie Satie (épisode 4)
- Evan Buliung : Mark Douglas / Mike Sexton (épisode 4)
- Matthew MacFadzean (V. F. : Jérôme Rebbot) : Roger London (épisode 4)
- Michael Ayres (V. F. : Jérémy Prévost) : Perry (épisode 4)
- Rothaford Gray : Tom Browning (épisode 4)
- Michael Filipowich : Burke (épisode 5)
- Michael Mando (V. F. : Jean-Baptiste Anoumon) : Len Gazicki (épisode 5)
- Kawa Ada (V. F. : Tristan Petitgirard) : Harlan Abbott (épisode 5)
- Hal Eisen : Anatoli (épisode 5)
- Alan C. Peterson (V. F. : Michel Laroussi) : Ed (épisode 5)
- Athena Karkanis : la procureur de la Couronne Krista Ellis (épisode 6)
- Jefferson Brown (V. F. : Damien Boisseau) : agent spécial John Burrows (épisode 6)
- Pat Mastroianni : Dino Deluca (épisode 6)
- Von Flores (V. F. : Yann Guillemot) : Tai Ling (épisode 6)
- Ray Galletti (V. F. : Serge Faliu) : Frank Tedeschi (épisode 6)
- Steve Boyle : Elio Bruni (épisode 6)
- Michelle Giroux (V. F. : Virginie Ledieu) : Maria Deluca (épisode 6)
- A. Frank Ruffo (V. F. : Philippe Ariotti) : le concierge (épisode 6)
- Inga Cadranel (V. F. : Nathalie Homs) : Margo Furmanek (épisode 7)
- Nick Bateman (V. F. : Fabrice Josso) : Ian Furmanek (épisode 7)
- Conrad Pla (en) (V. F. : Pascal Casanova) : Carter O'Brien (épisode 7)
- Alan Van Sprang (V. F. : Loïc Houdré) : Shane Dent (épisode 7)
- Moses Nyarko (V. F. : Namakan Koné) : Diego Baptiste (épisode 7)
- David Keeley (V. F. : Philippe Ariotti) : Simon Kendall (épisode 7)
- Robin Black (V. F. : Yann Guillemot) : Sammy (épisode 7)
- David Bronfman (V. F. : Yann Guillemot) : l'avocat (épisode 7)
- Michael Cram (V. F. : Éric Peter) : Brent Sanders (épisode 8)
- Jane McGregor (V. F. : Karine Foviau) : Jennifer Cowell (épisode 8)
- Mark Gibson (V. F. : Jérémie Covillault) : Johnny Willard (épisode 8)
- Alex Appel (V. F. : Laurence Sacquet) : Zoe Davis (épisode 8)
- Joel Keller (V. F. : Laurent Morteau) : Max Hauser (épisode 8)
- Demore Barnes (V. F. : Jean-Paul Pitolin) : Ryan Turner (épisode 8)
- Stephen McHattie (V. F. : Daniel Beretta) : Bill (épisode 9)
- Kimberly-Sue Murray : Jessica Traynor (épisode 9)
- Will Bowes (V. F. : Jérémy Bardeau) : Tom Walton (épisode 9)
- Carolyne Maraghi (V. F. : Karine Texier) : Tanya Wilkes (épisode 9)
- Angela Asher (V. F. : Laura Zichy) : Kay Walton (épisode 9)
- Darryl Flatman (V. F. : Luc Boulad) : Rob Traynor (épisode 9)
- Gina Holden (V. F. : Marie Tirmont) : Bridget Connoly (épisode 10)
- George Tchortov : Christian Dufrense (épisode 10)
- Xhemi Agaj (V. F. : Jérôme Keen) : Andrei Tarkanian  (épisode 10)
- Megan Fahlenbock (V. F. : Rafaèle Moutier) : Heather Brown (épisode 10)
- Phillip Jarrett (V. F. : Jean-Paul Pitolin) : Jerry Gaines (épisodes 10 et 12)
- Richard de Klerk (V. F. : Ludovic Baugin) : Zack Gladstone (épisode 11)
- Noah Danby (V. F. : Gilles Morvan) : Rick Robson (épisode 11)
- Tim Doiron (V. F. : Jérôme Berthoud) : Gary Mailer (épisode 11)
- Adrian G. Griffiths (V. F. : Christian Visine) : Vince Masterson (épisode 11)
- Mishael Morgan (V. F. : Olivia Nicosia) : Rachel Masterson (épisode 11)
- Laara Sadiq : Angela Harvey (épisode 11)
- Stefano DiMatteo (V. F. : Joël Zaffarano) : Alex Parro (épisode 12)
- Pedro Salvín (V. F. : Patrick Raynal) : Roman Delgado (épisode 12)
- Andrew Moodie (V. F. : Frantz Confiac) : Chris Jernigan (épisode 12)
- Erin Karpluk (V. F. : Cathy Diraison) : Dr Laura Gray (épisode 13)
- Katherine Cleland (V. F. : Catherine Desplaces) : Danielle Boulanger (épisode 13)
- Gabrielle Miller : Dr Jillian Sisley (épisode 13)
- Bishop Brigante (V. F. : Xavier Fagnon) : Dennis Falk (épisode 13)
- Sean Bell (V. F. : Guillaume Lebon) : Donny Stark (épisode 13)

## Production
Le 26 juillet 2012, la série a été renouvelée pour cette quatrième saison de treize épisodes.

## Liste des épisodes

### Épisode 1:Retour dans le passé
- Canada : 29 mai 2013 sur CTV[3]
- France : 2 décembre 2013 sur 13e rue[4]
- Québec : 9 avril 2014 sur AddikTV[5]

- Canada : 920 000 téléspectateurs[6] (première diffusion)

- Justin Chatwin (Rudy Best)
- Jewel Staite (Lori Black)
- Krystin Pellerin (l'agent de police Kathy Slocum)
- Christopher Jacot (en) (Dan Goodwin)
- Peter Williams (Edgar)
- Hiro Kanagawa (le superviseur)
- Martin Julien (Landlord)
- Jason Gosbee (Bock)
- Gianni Luminati (lui-même)
- Le groupe musical Walk off the Earth

### Épisode 2:Tueur de flic
- Canada : 5 juin 2013 sur CTV
- France : 2 décembre 2013 sur 13e rue[4]
- Québec : 16 avril 2014 sur AddikTV

- Canada : 951 000 téléspectateurs[7] (première diffusion)

- Rick Roberts (Grant Bogle)
- Tyler Hynes (Kurt Marker)
- Kristin Fairlie (Amy Bogle)
- Stephanie Mills (Missy Johnson)
- Gregory Gorgeous (lui-même)
- Leyla Naghizada (elle-même)
- Danijel Mandic (Theo Rechell)
- Jessica Greco (l'officier Carrie Foster)
- Michael Brown (l'officier Bill James)
- Ian Matthews (Andy)
- Heather Allin (Mme Foster)
- Paul Braunstein (le garde du van blindé)
- Martin Roach (le conducteur du van blindé)
- Stephan Dubeau (le mécanicien)
- Torquil Colbo (l'homme sans abri)

### Épisode 3:Chronique assassine
- Canada : 12 juin 2013 sur CTV
- France : 9 décembre 2013 sur 13e rue[4]
- Québec : 23 avril 2014 sur AddikTV

- Canada : 845 000 téléspectateurs[8] (première diffusion)

- Loretta Yu (Victoria Chan)
- Raoul Bhaneja (en) (Patrick Donovan)
- Pascal Langdale (Brad Barrett)
- Aaron Poole (Jay Levinson)
- Joris Jarsky (Jarod Lucic)
- Anthony Sherwood (en) (Martin Reynolds)
- Melissa Hood (Sonja Donovan)
- Stephen Simpson (Michael Tillman)
- Tetiana Ostapowych (la concierge sexy)
- Molly Kidder (la femme)
- Chris Violette (le garde de la sécurité)
- Angelique Lewis (la serveuse)

### Épisode 4:Un mari très secret
- Canada : 19 juin 2013 sur CTV
- France : 9 décembre 2013 sur 13e rue[4]
- Québec : 30 avril 2014 sur AddikTV

- Canada : 936 000 téléspectateurs[9] (première diffusion)

- Lisa Berry (Lorraine Browning)
- Joanna Douglas (Paula King)
- Marc Bendavid (Charlie Satie)
- Evan Buliung (Mark Douglas / Mike Sexton)
- Matthew MacFadzean (Roger London)
- Corinne Conley (Adel Tordal)
- Michael Ayres (Perry)
- Michael Boisvert (Nick Markussen)
- John Fitzgerald Jay (Beno Fein)
- Rothaford Gray (Tom Browning)
- Andrew Musselman (le capitaine du feu)
- Joshua Teixeira (l'homme du stockage)
- Byron Abalos (le technicien)

### Épisode 5:Sous couverture
- Canada : 26 juin 2013 sur CTV
- France : 16 décembre 2013 sur 13e rue[4]
- Québec : 7 mai 2014 sur AddikTV

- Canada : 929 000 téléspectateurs[10] (première diffusion)

- Michael Filipowich (Burke)
- Michael Mando (Len Gazicki)
- Kawa Ada (Harlan Abbott)
- Hal Eisen (Anatoli)
- Shailene Garnett (Catrin)
- Alan C. Peterson (Ed)
- Andrew Priestman (Louis Lyon)
- Diana Salvatore (Lauren)
- Vitalie Ursu (le garde du corps)
- Rami Taha (l'employé du IIB)
- Andy McQueen (l'officier en uniforme no 1)
- Pip Dwyer (l'officier en uniforme no 2)

### Épisode 6:Mafia et F. B. I.
- Canada : 10 juillet 2013 sur CTV
- France : 16 décembre 2013 sur 13e rue[4]
- Québec : 14 mai 2014 sur AddikTV

- Canada : 947 000 téléspectateurs[11] (première diffusion)

- Athena Karkanis (la procureur de la Couronne Krista Ellis)
- Jefferson Brown (agent spécial John Burrows)
- Pat Mastroianni (Dino Deluca)
- Ray Galletti (Frank Tedeschi)
- Steve Boyle (Elio Bruni)
- Von Flores (Tai Ling)
- Hamish McEwan (Carl Black)
- Jorge Molina (Adriano Valentine)
- A. Frank Ruffo (Doorman)
- Michelle Giroux (Maria Deluca)
- Alex Sims (l'agent secret)

### Épisode 7:Coup pour coup
- Canada : 17 juillet 2013 sur CTV
- France : 23 décembre 2013 sur 13e rue[4]
- Québec : 21 mai 2014 sur AddikTV

- Canada : 841 000 téléspectateurs[12] (première diffusion)

### Épisode 8:La Femme tatouée
- Canada : 24 juillet 2013 sur CTV
- France : 23 décembre 2013 sur 13e rue[4]
- Québec : 28 mai 2014 sur AddikTV

- Canada : 925 000 téléspectateurs[13] (première diffusion)

### Épisode 9:Péchés mortels
- Canada : 31 juillet 2013 sur CTV
- France : 30 décembre 2013 sur 13e rue[4]
- Québec : 4 juin 2014 sur AddikTV

- Canada : 977 000 téléspectateurs[14] (première diffusion)

### Épisode 10:Menteuse hors pair
- Canada : 7 août 2013 sur CTV
- France : 30 décembre 2013 sur 13e rue[4]
- Québec : 11 juin 2014 sur AddikTV

- Canada : 1,17 million de téléspectateurs[15] (première diffusion)

### Épisode 11:Le Manoir de la mort
- Canada : 14 août 2013 sur CTV
- France : 6 janvier 2014 sur 13e rue[4]
- Québec : 18 juin 2014 sur AddikTV

- Canada : 1,09 million de téléspectateurs[16] (première diffusion)

### Épisode 12:Fausse Identité
- Canada : 21 août 2013 sur CTV
- France : 6 janvier 2014 sur 13e rue[4]
- Québec : 25 juin 2014 sur AddikTV

- Canada : 1,163 million de téléspectateurs[17] (première diffusion)

### Épisode 13:Vision fatale
- Canada : 28 août 2013 sur CTV
- France : 6 janvier 2014 sur 13e rue[4]
- Québec : 2 juillet 2014 sur AddikTV

- Canada : 1,05 million de téléspectateurs[18] (première diffusion)